# Civaux
Civaux è un comune francese di 988 abitanti situato nel dipartimento della Vienne nella regione della Nuova Aquitania.

## La centrale nucleare
La centrale nucleare di Civaux, di proprietà della EDF, utilizza l'acqua della Vienne ed è composta da due unità del tipo PWR capaci di produrre 1495 MW ciascuna. È una delle più moderne centrali attualmente in funzione in Francia.

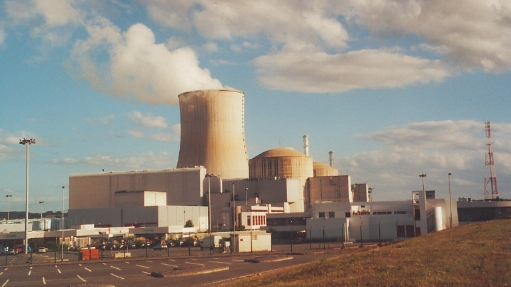
Centrale nucleare di Civaux (Francia)

## Società

### Evoluzione demografica
Abitanti censiti